# Uesugi Shinkichi

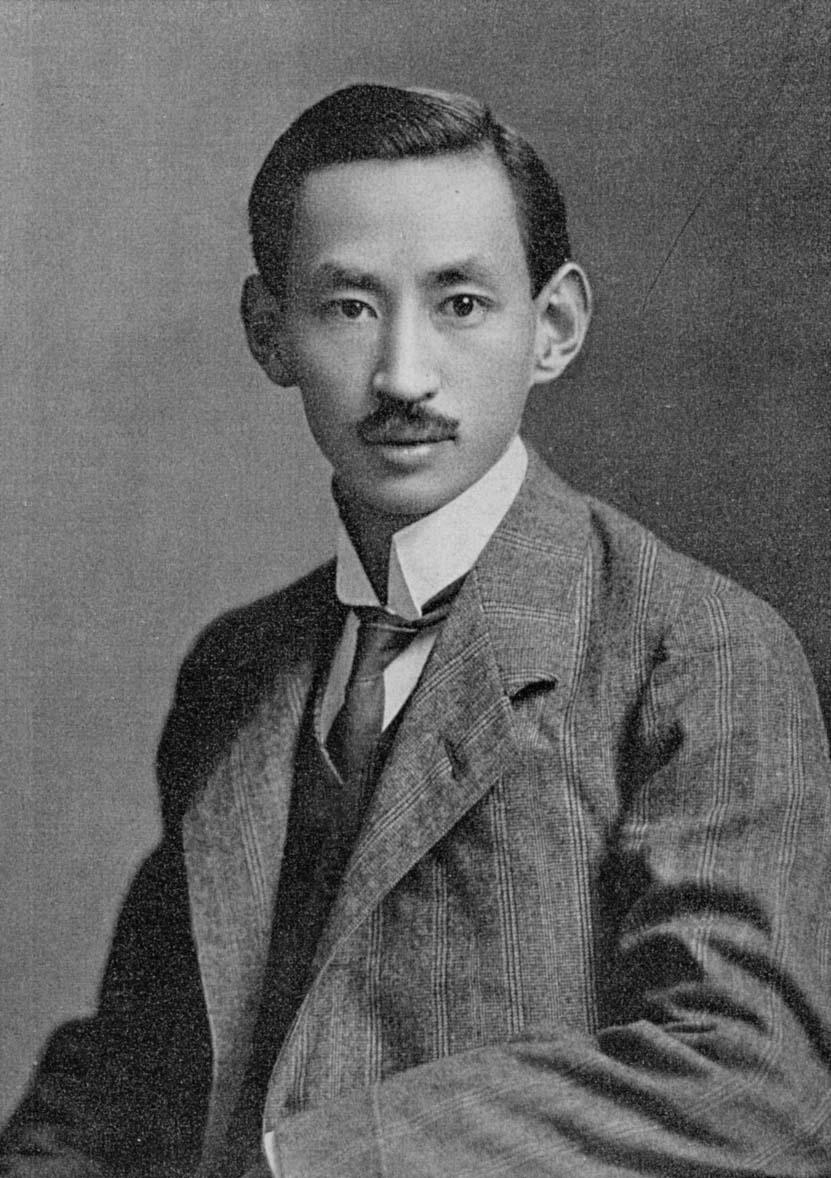
Uesugi Shinkichi

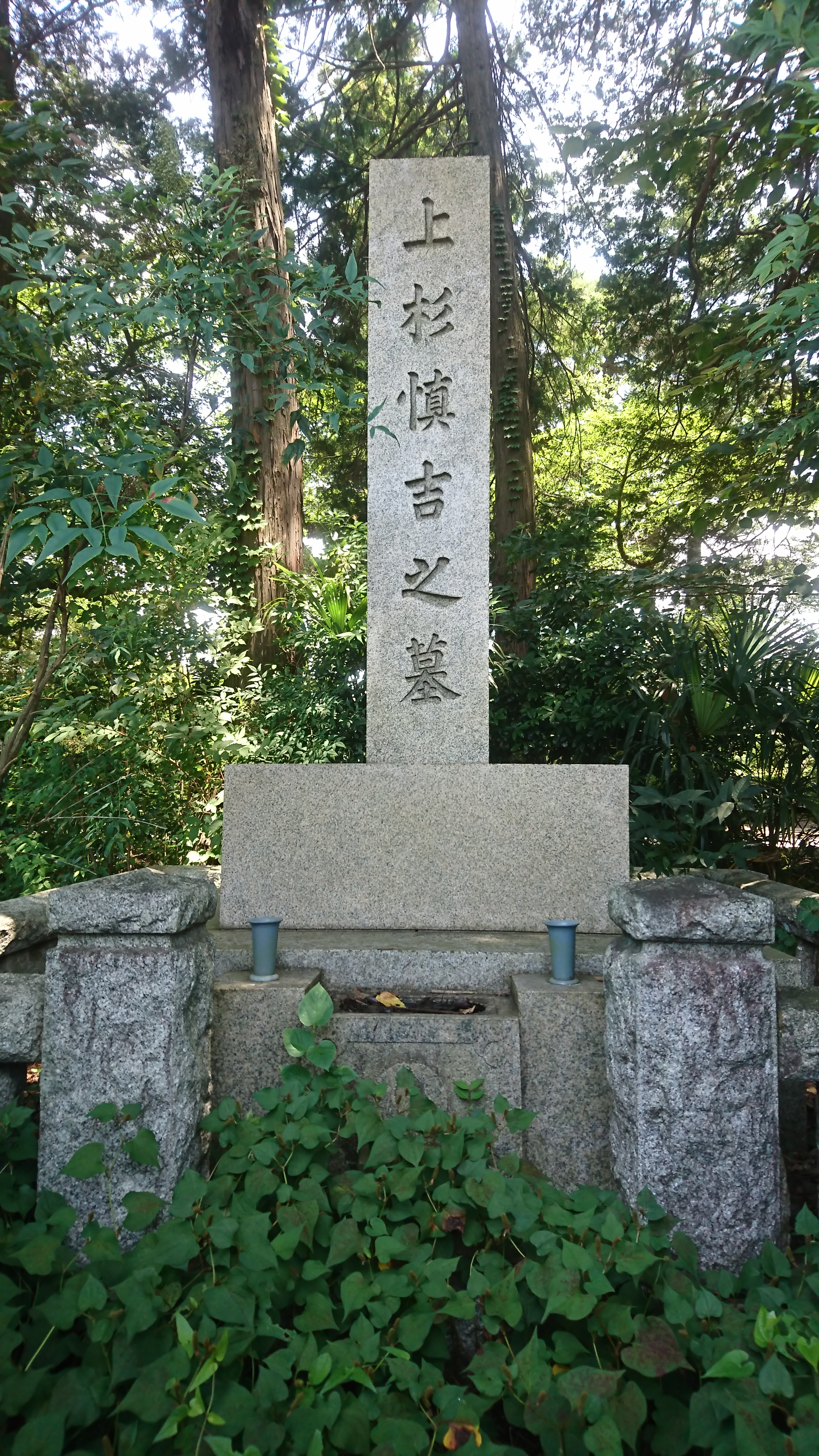
Uesugis Grab

Uesugi Shinkichi (japanisch 上杉 慎吉; geboren am 18. August 1878 in der Präfektur Fukui; gestorben am 4. Juli 1929) war ein japanischer Verfassungsrechtler.

## Leben und Werk
Uesugi Shinkichi studierte unter Hozumi Yatsuka an der Juristischen Fakultät der Universität Tokyo und machte dort 1903 seinen Abschluss. Uesugi wurde Mitglied der Fakultät, studierte von 1906 bis 1909 in Deutschland und wurde nach seiner Rückkehr 1912 zum Professor ernannt.
In den Jahren 1912 und 1913 stritt Uesugi mit Minobe Tatsukichi über dessen Ansicht, dass der Tennō einfach ein Element des Staates sei. Er schloss sich der rechtsgerichteten Gruppe um Yamagata Aritomo an und war an der Organisation rechtsgerichteter Studentengruppen, wie der „Shichiseisha“ (七生社), etwa „Sieben-Leben-Gesellschaft“, beteiligt.
Nach Yamagatas Tod 1922 wirkte Uesugi als politischer Berater der Partei „Seiyū Hontō“ (政友本党) und bildete zusammen mit Takabatake Motoyuki (1886–1928) die „Keirin Gakumei“ (経綸学盟). 
Zu Uesugis Schriften gehören Taikoku Kempō (大国憲法) aus dem Jahr 1922 und Kempō Tokuhon (憲法読本), 1928.